# Bastien Vivès
Bastien Vivès (Parijs, 11 februari 1984) is een Franse stripauteur. Hij studeerde grafische kunsten aan ESAG Penninghen en de École des Gobelins (animatie) te Parijs. Het werk van Vivès is erg beïnvloed door de Japanse manga.

## Vroeg werk
Onder het pseudoniem Bastien Chanmax debuteerde hij met een webcomic. Deze werd opgemerkt door Casterman en Bastien Vivès debuteerde met het stripboek Meisje(s) in 2007. In 2008 kreeg Bastien Vivès erkenning voor zijn strips De smaak van chloor en In mijn ogen. Samen met Merwan maakte Vivès de historische peplumstrip Voor het rijk, waarvan drie delen verschenen bij Dargaud. Beide auteurs namen zowel scenario als tekeningen voor hun rekening, in deze strip die zowel Romeinse legionairs als fantastische wezens toont.

## Polina
In deze strip volgen we de jonge Polina Oulinov. Ze wordt opgemerkt door de befaamde dansleraar Bojinski. Onder zijn strenge leiding zal Polina moeten plooien om een danscarrière te kunnen nastreven. Deze strip van 216 pagina's werd uitgegeven bij Casterman. Criticus Damien Perez prees deze strip voor zijn psychologische finesse.

## Lastman
Samen met Balak en Michaël Sanlaville, twee studiegenoten van aan de École des Gobelins, creëerde Bastien Vivès de stripreeks Lastman, een Europese manga. Vivès baseerde zich op manga's zoals Bakuman en op het videospel Street Fighter. De auteurs tekenden 20 pagina's per week: Vivès schreef het verhaal, Balak schreef de dialogen en de bladindeling en Vivès en Sanlaville tekenden het verhaal uit in zwart-wit met grijswaarden. Deze reeks werd op het internet voorgepubliceerd en werd in album uitgegeven bij Casterman. Ze werd bekroond op het Festival van Angoulême in 2015.

## Albums
Van Bastien Vivès werd een aantal strips vertaald naar het Nederlands.
- Meisje(s)
- De smaak van chloor
- In mijn ogen
- Voor het rijk (met Merwan)
- Polina
- Lastman (met Balak en Michaël Sanlaville)
- De grote odalisk
- Innige vriendschap
- Zie mij
- Een zus
- Nationale feestdag (met Martin Quenehen)[6]

## Prijzen
- Essentiel Révélation - Festival van Angoulême (2009) voor De smaak van chloor
- ACBD-Grand Prix de la critique (2012) voor Polina
- Prix de la série - Festival van Angoulême 2015 voor Lastman

- Bibsys: 1512647517384
- Biblioteca Nacional de España: XX5181312
- Bibliothèque nationale de France: cb15577890v (data)
- CiNii: DA17888002
- Gemeinsame Normdatei: 141053623
- International Standard Name Identifier: 0000 0000 8104 0709
- Library of Congress Control Number: n2011083058
- Bibliotheek van het Japanse parlement: 001145020
- Nationale Bibliotheek van Israël: 987007417738005171
- Nationale en Universitaire bibliotheek Zagreb: 000631819
- Nederlandse Thesaurus van Auteursnamen: 32178877X
- Réseau des bibliothèques de Suisse occidentale: 02-A016261327
- Système universitaire de documentation: 131605747
- Virtual International Authority File: 24919077
- WorldCat: E39PBJtxmKx3Jq337TWvpmmGHC